# Vladimir Iljin (1928)
Vladimir Vasiljevitsj Iljin (Russisch: Владимир Васильевич Ильин) (Kolomna, 15 januari 1928 - Moskou, 17 juli 2009) was een Sovjet-Russisch voetballer en trainer.

## Biografie
Hij begon zijn carrière bij Lokomotiv Charkov en maakte dan de overstap naar Dinamo Moskou, waarmee hij vier keer de landstitel won. In 1954 werd hij topschutter van de competitie. In 1953 won hij met Dinamo de beker. Van 1954 tot 1956 speelde hij bij de beloften van het nationale elftal, maar kon nooit doorstoten naar het eerste elftal. Hij beëindigde zijn carrière bij Dinamo Kirov. Na zijn spelerscarrière werd hij nog hulptrainer bij Dinamo Moskou.